# ソフィー・ミルマン

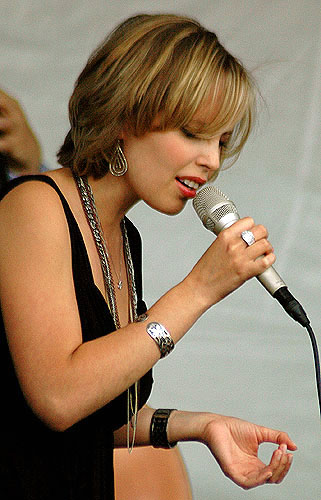
ソフィー・ミルマン

ソフィー・ミルマン（Sophie Milman、1983年 - ）は、ロシア・ウラル山脈出身のカナダで活動するジャズ・ボーカリスト。現在はカナダに住み、トロント大学経営学部を卒業している。
1990年代前半の冷戦崩壊後の混乱の中、7歳の時に家族と共にロシアからイスラエルに移住し、幼少期の大半を同地で過ごし、ジャズについて学んだ。その後、15歳の時に家族と共にカナダへと移住した。彼女自身の名前を付けたデビュー・アルバム『ソフィー・ミルマン』は2004年10月12日にカナダで発売され、2006年3月21日には米国でもリリースされた。2007年にリリースされたアルバム『メイク・サムワン・ハッピー』は、2008年のジュノー賞で最優秀ボーカル・ジャズ・アルバム賞を受賞した。

## ディスコグラフィ

### スタジオ・アルバム
- 『ソフィー・ミルマン』 - Sophie Milman (2006年、Linus Entertainment)
- 『メイク・サムワン・ハッピー』 - Make Someone Happy (2007年、Linus)
- 『テイク・ラヴ・イージー』 - Take Love Easy (2009年、Linus)
- 『イン・ザ・ムーンライト』 - In the Moonlight (2011年、eOne)

### ライブ・アルバム
- Live at the Winter Garden Theatre (2013年、Linus)

### コンピレーション・アルバム
- 『ベスト・コレクション』 - Her Very Best... So Far (2013年)